# Price
Price je priimek več oseb:
- Denis Walter Price, britanski general
- Reginald George Price, britanski general
- Thomas Reginald Price, britanski general
- Charles Stafford Price-Davies, britanski general